# Myocilin
Myocilin‏ (Myocilin) هوَ بروتين يُشَفر بواسطة جين Myocilin في الإنسان.